# Tadeusz Rewaj
Tadeusz Mieczysław Rewaj (ur. 28 września 1931 w Łachwie) – polski fizyk i nauczyciel akademicki, doktor habilitowany nauk fizycznych, senator III kadencji.

## Życiorys
W 1941 jego rodzinę wywieziono na Syberię, tam zmarli jego rodzice. W 1946 powrócił do Polski. W 1951 został absolwentem Liceum Pedagogicznego w Lidzbarku Warmińskim, a w 1955 ukończył studia z fizyki na Uniwersytecie im. Adama Mickiewicza w Poznaniu. Przed magisterium pracował jako zastępca asystenta na UAM. Później przeniósł się na Politechnikę Szczecińską, gdzie został pracownikiem naukowym. Uzyskiwał stopnie doktora i doktora habilitowanego w zakresie fizyki. Przed przejściem na emeryturę zajmował stanowisko profesora w Instytucie Fizyki. Był dyrektorem tej jednostki (1973–1993) i prorektorem Politechniki Szczecińskiej (1981–1983). Kierował oddziałem Polskiego Towarzystwa Fizycznego w Szczecinie.
Był taternikiem i himalaistą, a także instruktorem Polskiego Związku Alpinizmu. Wraz z żoną, Marylą Rewaj z domu Tylikowską (adiunktem na Wydziale Chemicznym Szkoły Inżynierskiej w Szczecinie, późniejszego WTiICh ZUT), współorganizował Szczeciński Klub Wysokogórski, w tym szkolenia nowych członków. Jest współautorem ośmiu nowych dróg w Tatrach. Brał udział w wyprawach w góry Riła, Alpy Walijskie, Kaukaz, Pamiro-Ałaj, Alpy Julijskie, Taury Wysokie, Hindukusz afgański, Himalaje Garhwalu i innych. Maryla Rewaj zginęła w 1969 (wraz z partnerką z wyprawy Jolantą Lange) w czasie próby wytyczenia nowej drogi w Atlasie Wysokim.
Na początku lat 90. był członkiem założycielem postkomunistycznej Socjaldemokracji Rzeczypospolitej Polskiej. W latach 1993–1997 sprawował mandat senatora III kadencji, wybranego z listy Sojuszu Lewicy Demokratycznej w województwie szczecińskim. Był zastępcą przewodniczącego Komisji Spraw Zagranicznych i Międzynarodowych Stosunków Gospodarczych oraz członkiem Komisji Nauki i Edukacji Narodowej. Od 1998 do 2002 pełnił funkcję radnego sejmiku zachodniopomorskiego. W 2002 nie został ponownie wybrany. Należy do SLD, do 2008 był członkiem partyjnej komisji etyki.

## Odznaczenia
W 1997 odznaczony Krzyżem Oficerskim Orderu Odrodzenia Polski.